# Metaemene baliochraspedus
Metaemene baliochraspedus är en fjärilsart som beskrevs av Rothschild 1920. Metaemene baliochraspedus ingår i släktet Metaemene och familjen nattflyn. Inga underarter finns listade i Catalogue of Life.